# Onthophagus nampatensis
Onthophagus nampatensis là một loài bọ cánh cứng trong họ Bọ hung (Scarabaeidae).